# Oesterberg
Oesterberg ist eine Erhebung und ein Ortsteil von Halver im Märkischen Kreis im Regierungsbezirk Arnsberg in Nordrhein-Westfalen (Deutschland). 

## Lage und Beschreibung
Oesterberg liegt auf 420 Meter über Normalnull südlich des Hauptortes und grenzt an dessen zentrumsnahe Ortslagen. Nachbarorte sind neben dem Hauptort die Außenortschaften Howarde, Neuenherweg, Im Heede, Kreuzweg, Ober- und Niederbolsenbach. Zwei Quellzuflüsse des Bolsenbachs umschließen Erhebung und Ortsteil. Am nördlichen Rand verläuft die zu einem Rad- und Wanderweg umgebaute Trasse der stillgelegten Wuppertalbahn. Auf dem Oesterberg befindet sich ein Sportplatz und ein Langwaffenschießstand. Der Halveraner Festplatz und der Aussichtsturm Karlshöhe befinden sich östlich des Ortsteils.

## Geschichte
Oesterberg ist ein junger Ortsteil von Halver und entstand ohne vorhergehende Ursprungssiedlung erst gegen Ende des 20. Jahrhunderts als reine Wohnsiedlung auf der Höhenlage des Oesterbergs.